# Eugène Tisserant
Eugène Tisserant (Nancy, 24 de març de 1884 - Albano Laziale, 21 de febrer de 1972) va ser un orientalista i cardenal francès. Havent viscut sota el pontificat de set papes, va adoptar una actitud progressista sobre el tema de l'unionisme, la condemna del Sillon, la crisi neotomista i modernista. Va ser reconegut com a Just entre les nacions el 2021.

## Biografia
Procedent d'una línia de veterinaris catòlics (el seu pare era guardià de la seva parròquia de Nancy, un dels seus germans Charles Tisserant esdevingué pare espirità i missioner a Àfrica), va obtenir el batxillerat en literatura i ciències als setze anys, i va completar la seva teologia al Gran Seminari de Nancy als vint anys. Es requeria l'edat de 23 anys per ser ordenat sacerdot (va ser ordenat el 4 d'agost de 1907), va ser autoritzat a cursar estudis superiors a l'Escola bíblica i arqueològica francesa de Jerusalem, després a l'Escola Nacional de Llengües Orientals Vives, a l'Escola Pràctica d'Estudis Avançats, a l'École du Louvre i a l'Institut Catòlic de París. Eugène Tisserant va començar la seva missió eclesiàstica esdevenint, als 24 anys, conservador de manuscrits orientals a la Biblioteca Vaticana, una funció que li va permetre seguir la seva passió per les llengües orientals i l'arqueologia. Va ensenyar assiri als estudiants de la Universitat Pontifícia Lateranense des d'octubre de 1908. 
Va ser mobilitzat al 26è  Regiment d'Infanteria de Troyes durant la Primera Guerra Mundial i, ferit al cap a Grand-Couronné, el 5 de setembre de 1914. Va esdevenir oficial intèrpret, es va incorporar als serveis secrets francesos de la secció africana de l'estat major de l'exèrcit. Va participar a la campanya de Palestina del 31 d'octubre al 20 de desembre de 1917. Va ser nomenat segon tinent del 1r regiment de fusellers algerià, l'1 de desembre de 1917, després de participar en la batalla de Meguiddo (16-23 de setembre de 1918) , sent promogut a tinent el 6 de desembre de 1918. Va ser desmobilitzat el d'abril de 1919, El juny de 1919 esdevé membre professor de la Societat de Sacerdots de Sant Francesc de Sales unió piadosa amb l'espiritualitat salesiana que mantindria tota la vida.  El seu provador va ser Charles Ruch i al final de la seva vida, l'abat Samuel Hecquet. Tornat al seu càrrec d'ajudant del prefecte, Giovanni Mercati, a la Biblioteca Vaticana, va participar en el moviment per la canonització de Joana d'Arc el 1920, així com en la normalització de les relacions entre França i la Santa Seu, que s'havien tornat delicades els anys posteriors a la Llei de separació de l'Església i l'Estat (llei del 9 de desembre de 1905).
Cambrer secret extra el 12 de maig de 1921, va ser nomenat canonge honorari de Nancy el 1927 pel bisbe Hippolyte-Marie de La Celle, llavors canonge honorari del mateix capítol durant la Segona Guerra Mundial. Va dirigir la Biblioteca Vaticana a partir de desembre de 1930. Associat Nacional Corresponsal de l'Acadèmia Stanislas des de 1932, va ser president de la Pontifícia Comissió Bíblica de 1938 a 1949.
Va ser creat cardenal amb el títol de cardenal diaca Santi Vito, Modesto e Crescenzia per Pius XI durant el consistori del 15 de juny de 1936 i secretari de la Congregació per a l'Església Oriental (que des d'aleshores s'ha convertit en la Congregació per a les Esglésies Orientals), que dirigiria fins al novembre de 1959.
Va ser un dels sis cardenals francesos que van participar en el conclave de 1939 al final del qual va ser elegit Pius XII. Ferotgement antinazi, el 1939 va conèixer Henri Navarre, membre dels serveis secrets francesos, i va donar el seu suport a totes les xarxes catòliques que protegien els jueus. Va tenir un paper destacat com a diplomàtic no oficial a la Segona Guerra Mundial. Va condemnar els Ústaixa i la participació del clergat i dels franciscans en el genocidi dels serbis a l'Estat Independent de Croàcia.
Eugène Tisserant va protegir també els col·laboradors francesos durant la postguerra. Així va recomanar calorosament Alfred Giaume, cap departamental de la Milícia dels Alps Marítims i cap del Secretariat General de la Milicia, al cardenal Montini.
De caràcter molt assertiu, es va oposar a Pius XII, l'any 1950, a la promulgació del dogma de l'Assumpció, plantejant la tesi que aquest dogma era inútil perquè ofendria les Esglésies ortodoxes i que amb la tradició de la Dormició de la Mare de Déu n'hi hauria prou. Tanmateix, com a degà del Sagrat Col·legi,  va ser ell qui va presentar al Papa la petició de tots els bisbes a favor del nou dogma.
Com a Degà del Col·legi de Cardenals, va presidir els conclaves de 1958 (elecció de Joan XXIII) i de 1963 (elecció de Pau VI). De 1951 a 1967, va ser l'últim prefecte de la Congregació de cerimònies.
Anticomunista, va establir relacions a França amb Georges Albertini. El 1960, va oferir el seu suport al Centre d'Estudis Avançats en Psicologia Social de Georges Sauge, activista catòlic anticomunista. El seu col·laborador, Mons. Tito Mancini, va declarar davant els membres de l'esmentat Centre:
| « | Lluitem contra el comunisme, perquè el comunisme és el primer i únic enemic de la santa Església catòlica i romana. Lluitem contra el comunisme perquè és una doctrina antisocial i antireligiosa que condemna el món a una ruïna irreparable... | » |

Va ser elegit membre de l'Acadèmia francesa el 1961, succeint al duc de Broglie
Entre 1962 i 1965, Tisserant assistí al Concili Vaticà II, seient al Comitè de Presidència. Com a Degà del Col·legi de Cardenals, va ser ell el celebrant de la missa coram Summo Pontifice a la cerimònia d'obertura del concili, abans que el Papa pronunciés el seu discurs d'inauguració i es realitzessin els altres ritus específics a la inauguració d'un concili general.
Es diu que hauria participat en la negociació d'un acord secret a la dècada dels 60 entre la Unió Soviètica i el Vaticà que autoritzà la participació dels ortodoxos orientals al Vaticà II, a canvi que no es condemnés el comunisme aetu durant les assemblees conciliars.
També com a degà, era la primera persona, després del Papa Pau VI en signar cadascuna de les actes del Concili.
Va acompanyar Pau VI en els seus viatges apostòlics a Terra Santa (la primera vegada que un papa hi anava en pelegrinatge) i a l'Índia. En una època en què els papes no viatjaven, aquests viatges van causar sensació.
El 1962, Tisserant esdevingué Gran Mestre de l'orde del Sant Sepulcre, càrrec que mantindria fins a la seva mort.
Seguint el motu proprio Suburbicariis Sedibus de l'11 d'abril de 1962 i el motu proprio Ecclesiæ Sanctæ del 6 d'agost de 1966, va dimitir del govern pastoral de les diòcesis suburbanes d'Òstia i Porto-Santa Rufina, el dia17 de novembre de 1966, rebent la seu titular d'aquest últim.

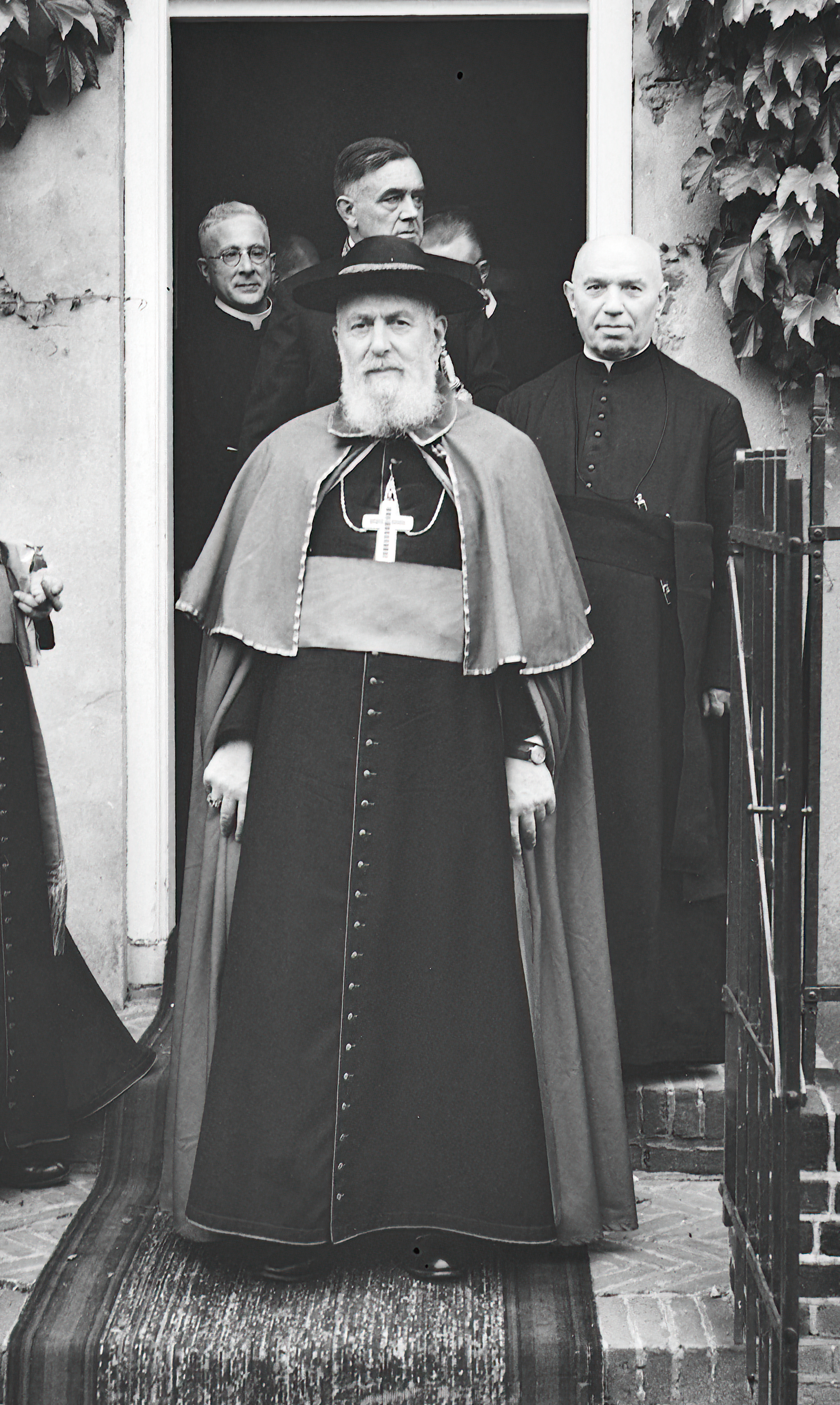
El cardenal Tisserant

El 1969 demanà que el cardenal Leo Joseph Suenens, arquebisbe de Brussel·les-Mechelen, es retractés de les afirmacions "difamatòries i calumnioses" que havia fet contra la burocràcia de la Cúria Pontifícia.
El 1970, quan les noves lleis de Pau VI sobre el retir van restringir el dret a votar en un conclave papal als cardenals majors de 80 anys, Tisserant, de llavors 86 anys, objectà sobre la base que hauria de ser la salut de cada cardenal la que determinés la seva capacitat, i suggerí que el mateix Pau VI, de 73 anys, semblava fràgil.
Va renunciar a tots els seus càrrecs el 27 de març de 1971, i va morir el 21 de febrer de 1972 a Albano Laziale.
Després del seu funeral celebrat a la basílica de Sant Pere i presidit pel papa Pau VI (a qui havia consagrat arquebisbe de Milà el dia 12 de desembre de 1954), està enterrat a la catedral del Sacri Cuori di Gesù e Maria, seu de la diòcesi suburbana de Porto i Santa Rufina, que havia fet construir a La Storta, a les portes de Roma. La seva biblioteca de 20.000 volums, incloent importants col·leccions orientalistes, va ser llegada a la Biblioteca Diocesana de Nancy.
El cardenal Eugène Tisserant va ser reconegut com a Just entre les nacions el 2021. · 

## Distincions
- Gran Creu de la Legió d'Honor, 1957.[19]
- Creu de Guerra 1914-1918, 1919.
- Gran Creu de Cavaller de l'orde d'Isabel la Catòlica, 1951
- Gran Creu de l'orde al Mèrit de la República Federal Alemanya, 1958.
- Cardenal Gran Mestre i Collar de Cavaller de l'orde del Sant Sepulcre de Jerusalem, 1960-1972.
- Gran Creu de Cavaller i Gran Cordó de l'orde al Mèrit de la República Italiana, 1961.
- Just entre les Nacions, 2020.[17][18]